# Ока Сінносуке
Ока Сінносуке (нар. 31 жовтня 2003, Окаяма) — японський гімнаст. Дворазовий олімпійський чемпіон ігор в Парижі.

## Біографія
В квітні 2019 року перейшов до Вищої школи Канзей в Окаямі, Японія, однак вирішив залишити школу, щоб сконцентруватися на спортивній кар'єрі та підготовці до Олімпійських ігор. Тому в травні 2019 року переїхав до Камамкура, щоб тренуватися в Ісао Йонеди.

## Спортивна кар'єра
Спортивною гімнастикою займається з чотирьох років.

## Результати на турнірах
| Рік                | Змагання                   | КБ | ІБ | Вільні вправи | Кінь | Кільця | Опорний стрибок | Паралельні бруси | Перекладина |
| ------------------ | -------------------------- | -- | -- | ------------- | ---- | ------ | --------------- | ---------------- | ----------- |
| Юніорські змагання |                            |    |    |               |      |        |                 |                  |             |
| 2019               | Юніорський чемпіонат світу | 1  | 1  |               | 2    |        |                 | 3                |             |
| Дорослі змагання   |                            |    |    |               |      |        |                 |                  |             |
| 2023               | Чемпіонат Азії             | 2  | 1  |               |      |        |                 | 2                | 2           |
| 2024               | Олімпійські ігри           | 1  | 1  |               |      |        |                 | 3                | 1           |